# Tuor (Samedan)

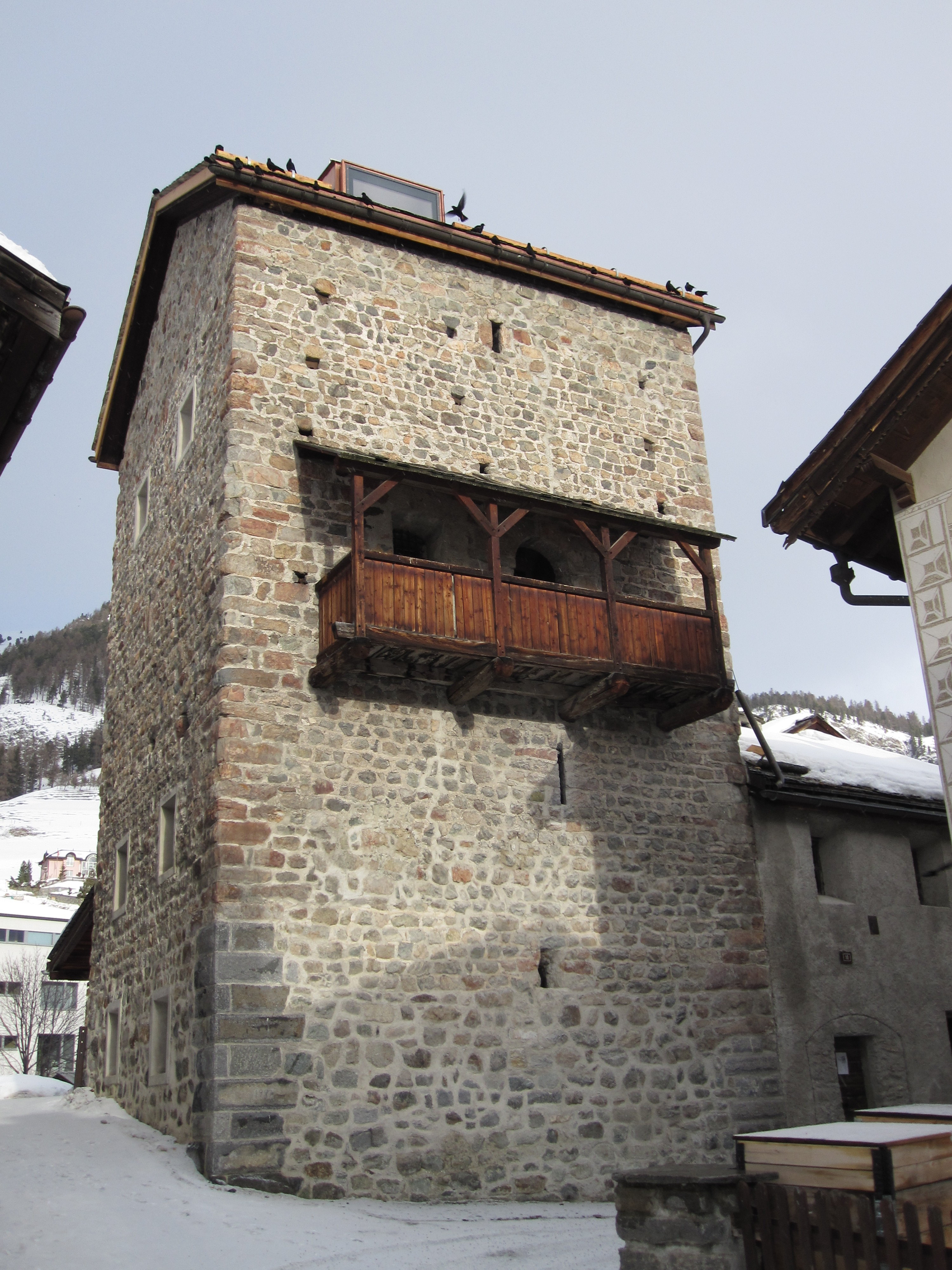
La Tuor in Samedan

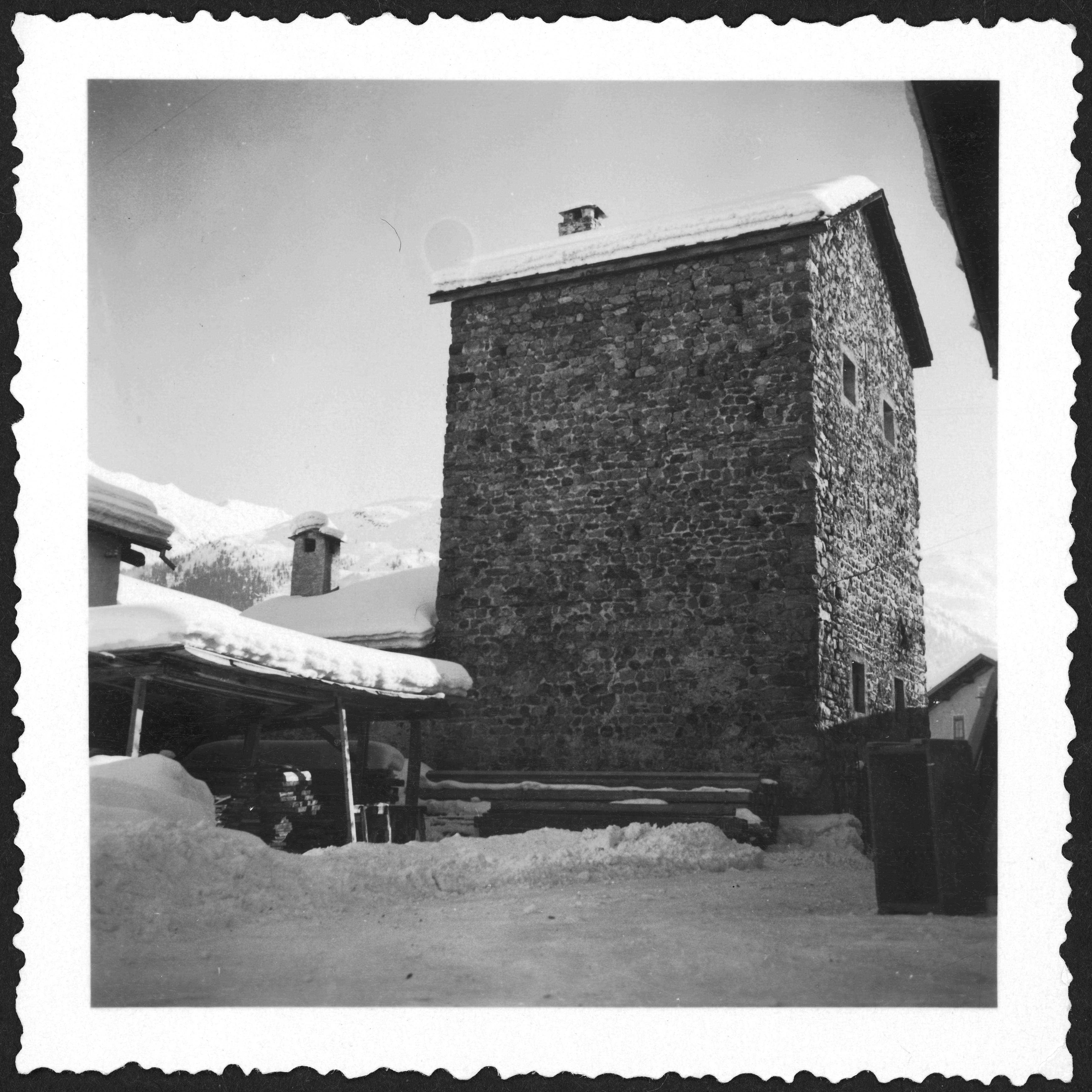
Foto von Annemarie Schwarzenbach (1936)

Die Tuor (La Tuorⓘ, rätoromanisch im Idiom Puter für «der Turm») ist ein aus dem 13. Jahrhundert stammender, denkmalgeschützter Turm in Samedan im Oberengadin, der seit Dezember 2010 als Kulturzentrum dient. Er liegt am Aufgang zum nach ihm benannten Quartier Surtuor («oberhalb des Turms»).

## Geschichte
Der ersturkundlich 1281 erwähnte, ursprünglich vierstöckige Wohnturm diente Adelsfamilien als Wohnsitz. Darüber hinaus residierte hier das Gericht Sur Funtauna Merla. Später wurde darinnen ein Gefängnis eingerichtet und im Anschluss daran ein Archiv. 
Seit 1980 ist die Tuor in Gemeindebesitz. In den 1990er Jahren war im Turm ein Jugendzentrum untergebracht. In den Jahren 2009/2010 wurde der Turm saniert und ausgebaut, um ihn der Öffentlichkeit zugänglich zu machen.

## Heutige Nutzung
Die Stiftung / Fundaziun La Tuor, die mit der Chesa Planta zusammenarbeitet, hat den Turm als multimediales Kulturzentrum mit einer Grundausstellung im ersten Stock und Wechselausstellungen in den übrigen Stockwerken eingerichtet.
Wenn auch der Begriff vermieden wird, ist die Tuor de facto ein Oberengadiner Regionalmuseum.